# Welsh International 1976
Die Welsh International 1976 fanden vom 3. bis zum 4. Dezember 1976 in Cardiff statt. Es war die 26. Auflage dieser internationalen Meisterschaften von Wales im Badminton.

## Titelträger
| Disziplin    | Sieger                   |
| ------------ | ------------------------ |
| Herreneinzel | David Eddy               |
| Dameneinzel  | Paula Kilvington         |
| Herrendoppel | David Eddy Eddy Sutton   |
| Damendoppel  | Anne Statt Jane Webster  |
| Mixed        | David Eddy Barbara Giles |

## Finalresultate
| Disziplin    | Sieger                   | Finalist                       | Ergebnis           |
| ------------ | ------------------------ | ------------------------------ | ------------------ |
| Herreneinzel | David Eddy               | Rob Ridder                     | 15–11, 14–17, 15–8 |
| Dameneinzel  | Paula Kilvington         | Anne Statt                     | 11–8, 11–9         |
| Herrendoppel | David Eddy Eddy Sutton   | Alan Connor William Kidd       | 15–7, 13–18, 15–7  |
| Damendoppel  | Anne Statt Jane Webster  | Barbara Giles Kathleen Whiting | 15–5, 15–10        |
| Mixed        | David Eddy Barbara Giles | Rob Ridder Pauline Davies      | 15–9, 12–15, 15–9  |